# Northern City Line

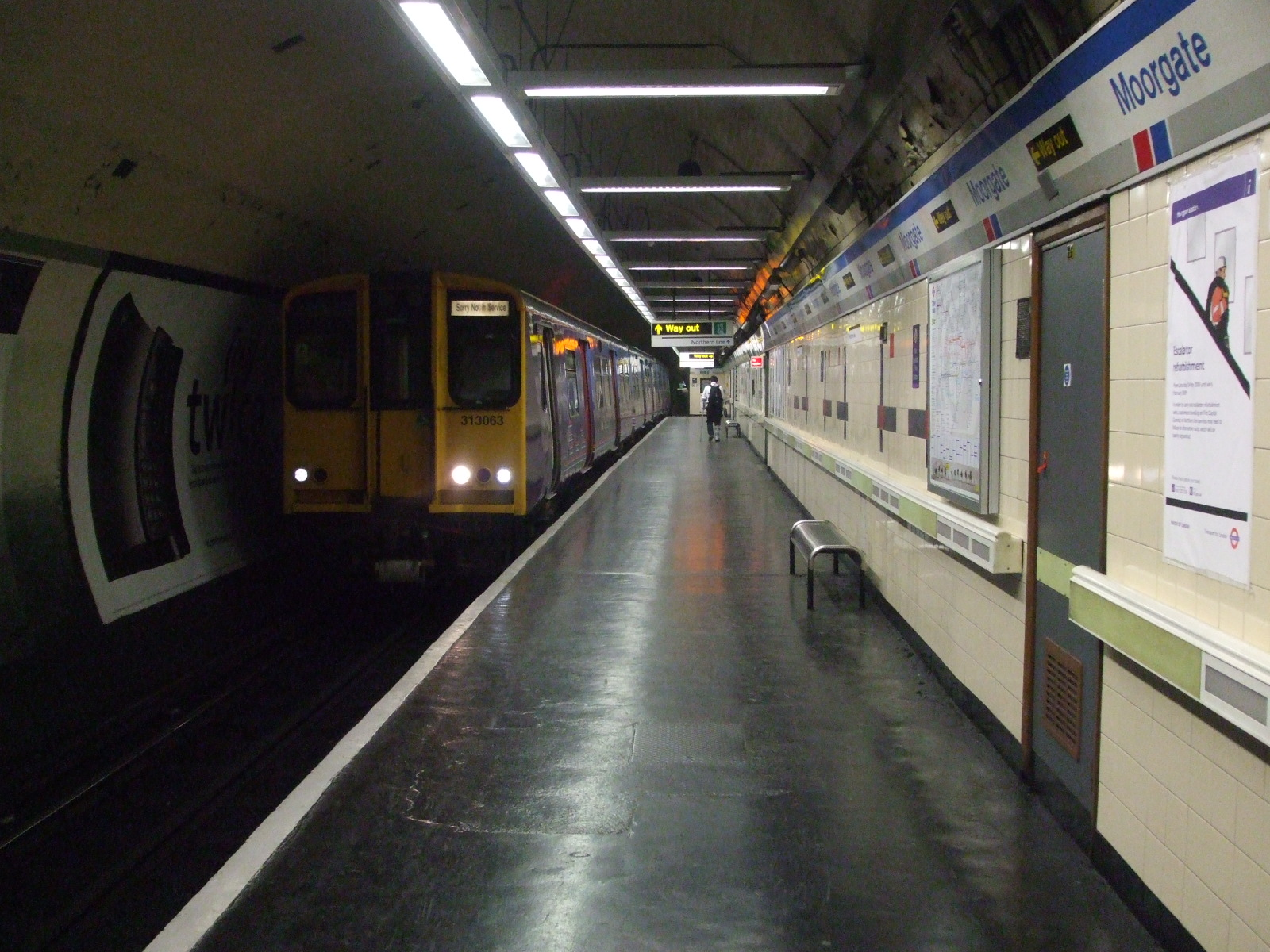
Un treno a Moorgate, in quello che una volta era un tunnel della Northern City Line.

La Northern City Line è una linea ferroviaria che va da Moorgate a Finsbury Park sita a Londra e facente parte della Great Northern Electrics line. Essa non va confusa con la diramazione City né con la principale North London Line.
Il nome ufficiale della linea è Moorgate Line ma questo viene raramente utilizzato per evitare confusione con un'altra linea dello stesso nome che va da Kentish Town a Farringdon.
Il nome Northern City Line deriva dal fatto che fino al 1975 la linea faceva parte della metropolitana di Londra e nel corso della sua storia è stata dapprima autonoma con un colore arancione sulle mappe, e poi gestita o inclusa sia nella linea Metropolitan che nella Northern, anche se non è connessa con alcuna delle due. Essa fa oggi parte della rete della National Rail ed è di proprietà del Network Rail. Il servizio passeggeri lungo la linea è gestito dalla Great Northern. Dal dicembre 2015, gli orari di servizio sono stati estesi alla sera tardi e ai fine settimana per raggiungere i nuovi obiettivi della compagnia di sei treni per ora fino alla mezzanotte nei giorni feriali e di quattro treni per ora durante i fine settimana.
La linea è sotterranea da Moorgate fino a Drayton Park, e viaggia in trincea da lì fino al congiungimento con la East Coast Main Line a sud di Finsbury Park. I treni sulla linea vanno a nord a Hertford North, Welwyn Garden City, Stevenage o a Letchworth Garden City.
Nel 2016, è stato proposto che tutti i servizi ferroviari di Londra siano trasferiti alla Transport for London, per creare una rete suburbana unica, il che porterebbe la linea sotto il controllo della TfL.

## Collegamenti
La linea collega la East Coast Main Line verso Welwyn Garden City e la Hertford Loop Line verso Stevenage (via Hertford North). La maggior parte delle stazioni sulla linea consentono interconnessioni con le linee della metropolitana o altre linee del Network Rail:
- Finsbury Park – Piccadilly e Victoria Line
- Highbury & Islington – North London Line e Victoria Line
- Old Street – Northern Line
- Moorgate – Circle, Hammersmith & City, Metropolitan Line e Northern Line.

## Storia
La linea venne fondata con il nome di Great Northern & City Railway, e fu progettata per consentire il collegamento della Great Northern Railway (GNR) da Finsbury Park direttamente con la City of London alla stazione di Moorgate. Per questo motivo il tunnel venne dimensionato per far passare i treni delle linee principali, diversamente da quanto era uso fare a quel tempo a Londra. Il diametro interno era di 4,9 metri, comparato con i 3,7 metri di quelli per la Central London Railway e quelli ancora più piccoli della City & South London Railway (oggi parte della Northern Line). Alla fine tuttavia la GNR si oppose al progetto e la linea aprì nel 1904, con il capolinea nord situato in tunnel sotto la stazione della GNR di Finsbury Park. Fu originariamente elettrificata con un insolito sistema di "quarta rotaia", con una doppia terza rotaia all'esterno di entrambe le rotaie del binario.
La GN&CR venne rilevata nel 1913 dalla Metropolitan Railway, che allora gestiva quelle che oggi sono le linee Metropolitan, Hammersmith & City e la ex East London Line. La MR fece diversi studi per collegarla alla Circle Line o alla Waterloo & City Line, senza riuscire nell'intento. Durante questo periodo, la linea rimase una branca isolata, senza collegamenti con nessun'altra parte della rete ferroviaria. Il materiale rotabile veniva immesso sulla linea tramite un collegamento con un deposito merci nei dintorni di Drayton Park, dove fu costruito un piccolo deposito per la manutenzione dei convogli.

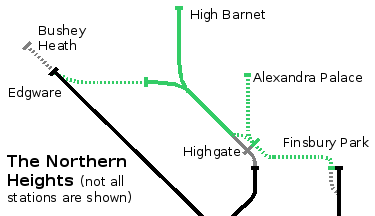
Il piano di estensione Northern Heights degli anni trenta, che mostra il prolungamento della Northern City per Alexandra Palace, Bushey Heath e High Barnet. Le sezioni in verde non tratteggiato sono quelle che infine passarono sotto il controllo della London Underground. La linea di superficie da Highgate a Finsbury Park esisteva già, ma non fu assorbita dalla LU e chiuse al traffico passeggeri nel 1954. Rimase in uso per trasferire treni della metropolitana dal deposito di Highgate alla NCL fino al 1970, quando chiuse definitivamente.

Dopo la nazionalizzazione della Metropolitan (assieme alle altre linee della metropolitana) nel 1933 e la formazione dell'ente unificato del London Passenger Transport Board, la linea venne rinominata in Northern City Line e divenne parte della Edgware-Morden Line (che divenne la Northern Line nel 1937). Nell'ambito del New Works Programme della London Transport, il piano di sviluppo noto come Northern Heights Plan era di collegare la Northern City Line a Finsbury Park con delle linee esistenti per Edgware, Alexandra Palace e High Barnet. Queste linee sarebbero state rilevate dalla London Transport ed elettrificate. Il ramo di Highgate della Edgware-Morden Line si sarebbe connesso a questa parte della rete poco a nord della stazione di Highgate. Questo piano fu completato solo in parte, in quanto interrotto dallo scoppio della seconda guerra mondiale. Il collegamento della metropolitana con Highgate e l'elettrificazione della diramazione di Barnet (e del ramo secondario di Edgware fino a Mill Hill East) furono portati a termine, mentre il progetto di connessione della NCL con Highgate fu dapprima rimandato e in seguito cancellato.
Dopo la guerra ci furono proposte per estendere la Northern City Line verso nord e verso sud. Il London Plan Working Party Report del 1949 proponeva diverse nuove linee e piani di elettrificazione, designati con lettere dalla A alla M. Le linee J e K prevedevano l'estensione della NCL verso Woolwich (linea J) e verso Crystal Palace (linea K), e il mantenimento dei piani di espansione dei Northern Heights. La linea sarebbe stata prolungata verso sud da Moorgate in tunnel di diametro standard della metropolitana attraverso Bank e London Bridge. A sud, la linea avrebbe dovuto raggiungere la stazione di Crystal Palace (High Level) (all'epoca ancora aperta) passando da Peckham Rye. Nessuna di queste proposte fu approvata e nel 1954 le diramazioni di Edgware, Alexandra Palace e Crystal Palace chiusero al traffico passeggeri. Il risultato fu che la Northern City Line rimase isolata dal resto della rete.

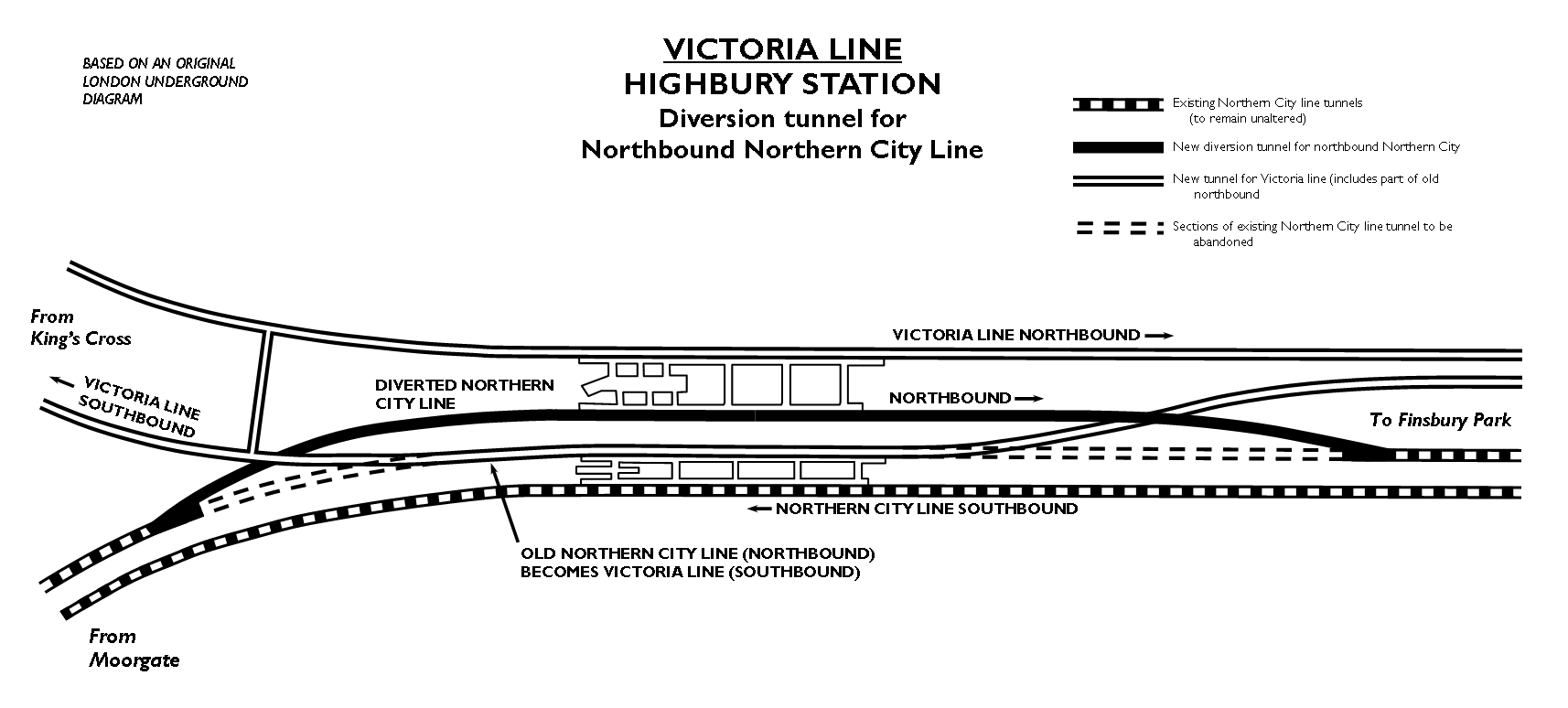
Mappa dei binari profondi a Highbury & Islington con i cambiamenti dovuti all'apertura della Victoria Line

Nel 1964 il servizio fu accorciato da Finsbury Park a Drayton Park, che divenne il nuovo capolinea nord, per consentire alla Victoria line di utilizzare le piattaforme sotterranee della NCL a Finsbury Park. Le piattaforme nord e sud della Piccadilly line diventarono le piattaforme in direzione nord della Victoria e della Piccadilly, e le ex piattaforme della NCL diventarono invece le equivalenti in direzione sud. Al tempo stesso un cambiamento fu effettuato anche alla stazione di Highbury & Islington, dove la linea in direzione nord della NCL fu spostata a una nuova piattaforma accanto alla Victoria line in direzione nord, mentre la ex piattaforma in direzione nord della NCL fu usata per la Victoria line in direzione sud, in modo da consentire il cambio di linea al livello delle piattaforme. Di conseguenza i passeggeri che desideravano viaggiare da Moorgate a Finsbury Park usavano la NCL fino a Highbury & Islington e qui cambiavano per la Victoria line. Il tratto di tunnel fra Drayton Park e Finsbury Park fu chiuso.

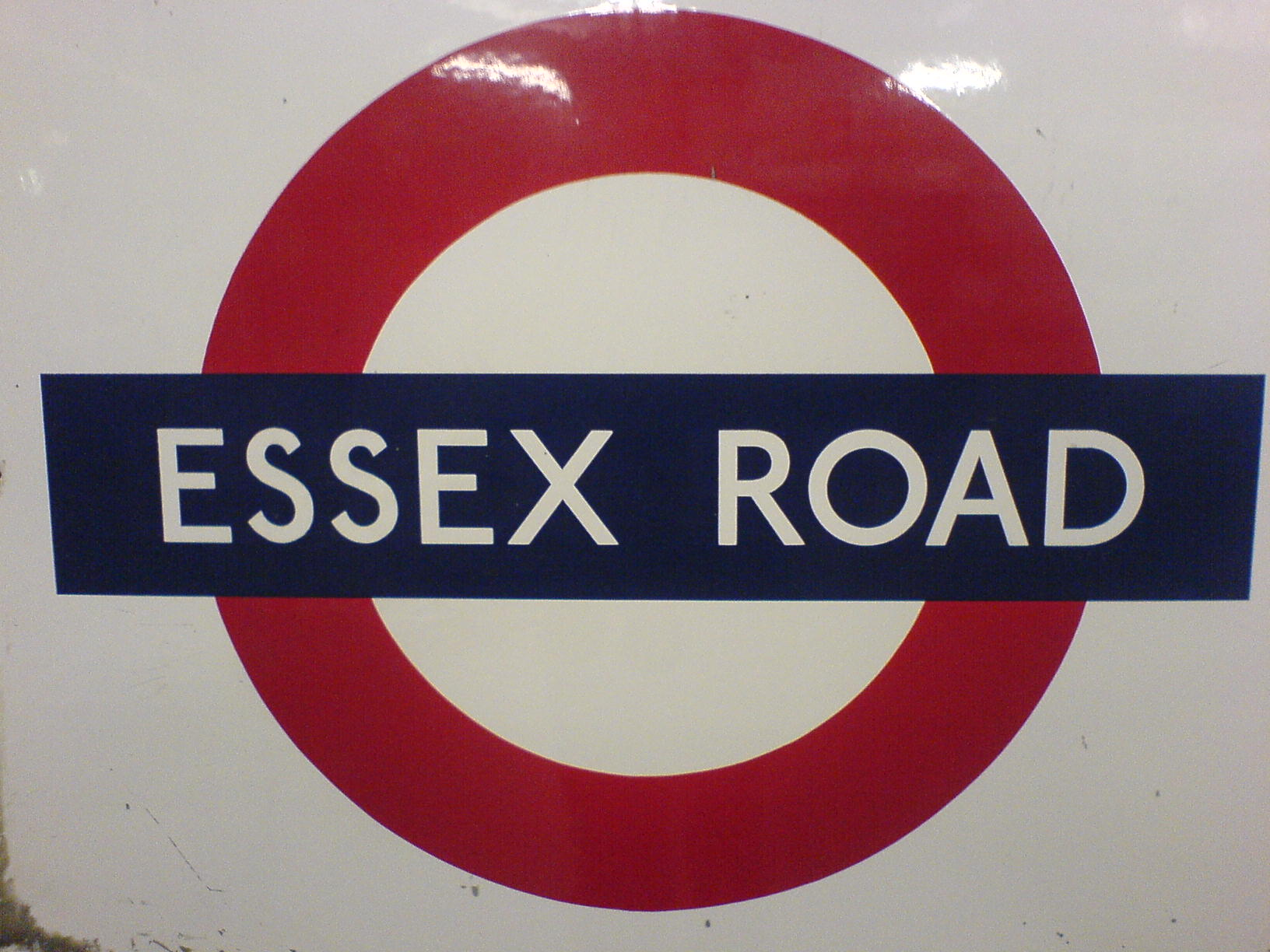
Simbolo della stazione di Essex Road quando faceva parte della metropolitana

Nel 1970 la linea fu ribattezzata Northern line (Highbury Branch) e l'anno seguente fu raggiunto un accordo per trasferirla dalla gestione della metropolitana alla British Rail in modo da collegarla alla rete ferroviaria (la East Coast Main Line) tramite un nuovo tratto di linea in superficie tra Drayton Park e Finsbury Park, e piattaforme di superficie a Finsbury Park, come era stato nei piani originali dei progettisti. Dirottando alcuni dei treni dei pendolari su Moorgate, si mirava a ridurre la congestione nella stazione di King's Cross.
I servizi della London Underground cessarono nell'ottobre 1975 e i servizi della British Rail cominciarono nell'agosto 1976, sostituendo i servizi per la stazione di Broad Street (in seguito chiusa nel 1986) sulla North London Line City Branch. Questo nuovo servizio era denominato Great Northern Electrics. Il nome "Northern City Line" è stato ripreso per riferirsi al tratto sotterraneo della linea.

## Infrastrutture

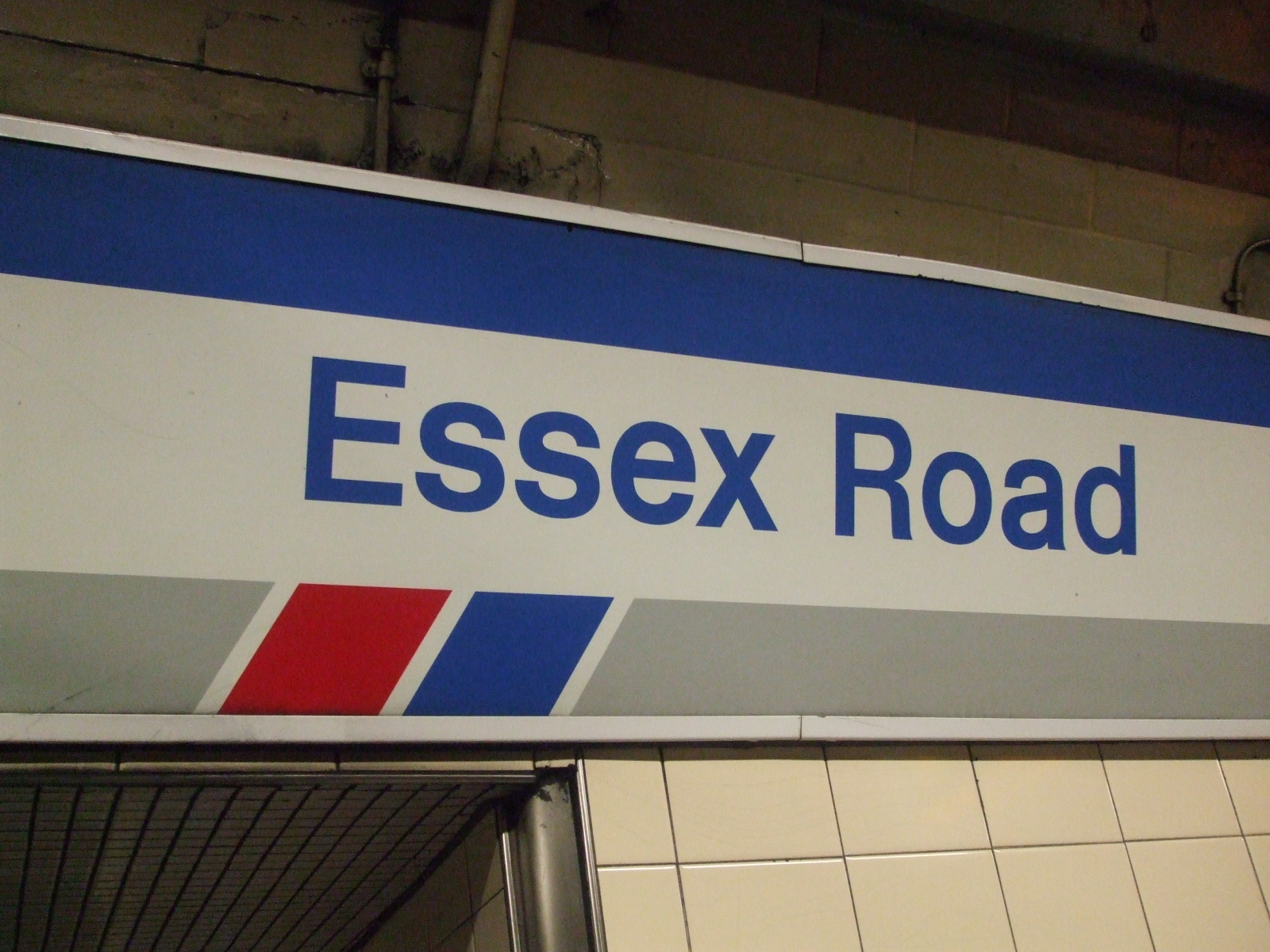
Segnaletica Network SouthEast alla stazione di Essex Road.

Da Finsbury Park a Drayton Park la trazione è fornita da una linea aerea a 25 kV 50Hz in AC. Da Drayton Park a Moorgate la trazione è fornita tramite terza rotaia a 750 V in CC. I treni cambiano da un tipo di alimentazione all'altro alla stazione di Drayton Park. Il semaforo nella stazione è settato in permanenza sul rosso, in modo da accertarsi che tutti i treni si fermino e abbassino il pantografo prima di entrare nel tunnel.
Le stazioni di Moorgate, Old Street, Essex Road e Highbury & Islington hanno ancora sulle piattaforme la vecchia segnaletica del precedente operatore Network SouthEast, che è quasi scomparsa sul resto della rete.

## Materiale rotabile
I servizi sono operati da convogli a unità multiple a doppio voltaggio della Classe 313, l'unico tipo di treni abilitati per la linea. Questi hanno uscite di emergenza alle estremità di ciascuna unità, come previsto dalle norme di sicurezza per i treni che operano in tunnel singoli senza spazio per l'uscita laterale. Tutte le unità della classe 313, quando viaggiano su questa linea, hanno la motrice "B" all'estremità dalla parte di Londra e nel tratto ad alimentazione a 750 V la velocità è limitata elettronicamente a 30 miglia orarie (48 km/h). che è il limite di velocità sulla linea. Tutte le stazioni sono abbastanza lunghe da permettere l'uso di treni a sei carrozze.
La Classe 313 è fra le unità elettriche più vecchie che operano sulla rete della National Rail. Quando ha preso in carico il servizio Thameslink/Great Northern, la nuova compagnia Govia Thameslink ha annunciato che avrebbe acquistato un totale di 150 nuovi treni di Classe 717 per rimpiazzare completamente i 313 impiegati sulla NCL.

## Incidenti

### Incidente ferroviario di Moorgate
La stazione di Moorgate del ramo è nota per un gravissimo incidente verificatosi il 28 febbraio 1975 alle 8 e 46, quando un treno dell'Highbury Branch, giunto in stazione ad una velocità stimata di 35 miglia per ora, senza frenare, imboccò la galleria cieca posta alla fine del ramo arrestando la propria corsa contro la parete di fondo della galleria. Nel sinistro perirono complessivamente 43 persone compreso il conducente. Dopo questo incidente, il più grave avvenuto nella storia della metropolitana di Londra in tempo di pace, venne messo a punto un sistema automatico che ferma i treni all'arrivo in stazione, chiamato in gergo Moorgate control. La causa dell'incidente a tutt'oggi non è stata determinata con certezza.

### Sfondamento del tunnel
L'8 marzo 2013, durante le operazioni di scavo per i pilastri di un edificio in costruzione in East Road, a Hackney, 13 metri al di sopra del tunnel, questo venne perforato e ostruito fra le stazioni di Old Street ed Essex Road. Un grave incidente fu evitato solo grazie alla prontezza del conducente di un treno, e la linea rimase chiusa per riparazioni per diversi giorni. Una successiva indagine dell'organismo investigativo del Rail Accident Investigation Branch mosse pesanti critiche sia alla mancanza di protezione delle proprie infrastrutture da parte della Network Rail, sia alla trascuratezza dei costruttori dell'edificio, della compagnia incaricata della trivellazione e dell'ufficio locale incaricato della pianfificazione.